# Strepternos didymopyton
Strepternos didymopyton är en ringmaskart som beskrevs av Watson Russell 1991. Strepternos didymopyton ingår i släktet Strepternos och familjen Chrysopetalidae. Inga underarter finns listade i Catalogue of Life.